# SEMI
SEMI és una associació industrial que inclou empreses implicades en la cadena de subministrament de disseny i fabricació d'electrònica. Proporcionen equips, materials i serveis per a la fabricació de semiconductors, panells fotovoltaics, pantalles LED i de pantalla plana, sistemes microelectromecànics (MEMS), electrònica impresa i flexible, i micro i nanotecnologies relacionades.
SEMI té la seu a Milpitas, Califòrnia, i té oficines a Bangalore ; Berlín ; Grenoble, França; Hsinchu, Taiwan; Seül ; Xangai ; Singapur ; Tòquio ; i Washington, DC. Les seves activitats principals inclouen conferències i fires comercials, desenvolupament d'estàndards de la indústria, informes d'investigació de mercat i defensa de la indústria. El president i conseller delegat de l'organització és Ajit Manocha.
SEMI Global Advocacy representa els interessos de les empreses de disseny, fabricació i cadena de subministrament de la indústria dels semiconductors a tot el món. SEMI promou les seves posicions sobre temes públics mitjançant notes de premsa, documents de posició, presentacions, xarxes socials, contingut web i entrevistes als mitjans.
SEMI Global Advocacy se centra en cinc prioritats: impostos, comerç, tecnologia, talent i medi ambient, salut i seguretat (EHS).